# Reophanus
Reophanus es un género de foraminífero bentónico de la familia Hormosinellidae, de la superfamilia Hormosinelloidea, del suborden Hormosinina y del orden Lituolida. Su especie-tipo es Hormosina ovicula. Su rango cronoestratigráfico abarca el Holoceno.

## Discusión
Clasificaciones previas incluían Reophanus en la subfamilia Hormosininae, de la familia Hormosinidae, de la superfamilia Hormosinoidea, así como en el suborden Textulariina del orden Textulariida o en el orden Lituolida.

## Clasificación
Reophanus incluye a las siguientes especies:
- Reophanus berggreni
- Reophanus guttifera
- Reophanus oviculus, también aceptado como Hormosinella ovicula
  - Reophanus oviculus tropicus
- Reophanus proavitus
- Reophanus scottii